# サラミスの海戦 (紀元前306年)
サラミスの海戦（―のかいせん、英: Battle of Salamis）は、紀元前306年にキプロス島のサラミス（ペルシア戦争におけるサラミスの海戦が起ったサラミスとは別の場所）近海にて起ったディアドコイ戦争の海戦である。プトレマイオス1世とデメトリオス1世が戦った。

## 背景
当時、キプロス島を勢力下においていたプトレマイオスは、ここから地中海やギリシアに勢力を拡大し、ディアドコイ戦争での優位を得ようと図った。プトレマイオスと対立するアンティゴノスはこれを阻止せんとし、息子であるデメトリオスを派遣した。

## 海戦
プトレマイオスは弟メネラオスに60隻を授け、敵の後ろを突かんとサラミスを出港させた。それに対し、デメトリオスは10隻を迎撃に向かわせ、少数でも十分守れる隘路で迎い撃たせた。そして、自身は手元の180隻の艦隊と陸軍で以てプトレマイオス艦隊本隊に総攻撃を仕掛け、それを打ち破った。プトレマイオス艦隊のうち退却できたのは8隻のみであり、残りは拿捕されるか沈められるかした。デメトリオス軍の戦利品には女性やプトレマイオスの軍資金もあった。

## その後
サラミスの海戦後もメネラオスは抵抗を続けたが、デメトリオスに敗れ、麾下の歩兵20000と騎兵2000もろとも捕われた。こうしてデメトリオスはプトレマイオスの勢力下だったキプロス島を占領した。そして、この勝利の報を受け、同年にデメトリオスの父アンティゴノスは息子を共同統治者としてマケドニア王を称した。これに対抗して翌年には他のディアドコイも王を称するようになり、ディアドコイ戦争は新たな局面に入った。